# Iglesia Evangélica Luterana en Concepción
La Iglesia Evangélica Luterana en Concepción es un templo cristiano de culto luterano bilingüe (en alemán y español) ubicado en la ciudad chilena de Concepción, capital de la Región del Biobío. Es la sede de la Congregación Martin Luther y pertenece desde 2023 a la Iglesia Luterana en Chile (ILCH), una de las dos denominaciones del luteranismo chileno. Asimismo, es una de las dos iglesias luteranas de la ILCH en la Región del Biobío, sumada a la Iglesia Luterana de Los Ángeles.

## Historia
Los inicios de la iglesia en la ciudad se encuentran directamente relacionados con las actividades religiosas de la Escuela Alemana de Concepción (Deutsche Schule Concepción). A comienzos del siglo XX y debido a restricciones establecidas por la Iglesia católica en Chile a otras denominaciones cristianas, al ser el catolicismo la religión oficial del Estado hasta 1925 y única iglesia legal para la evangelización, las comunidades protestantes en la actual Región del Biobío eran escasas y desorganizadas, remitiéndose principalmente a algunos inmigrantes extranjeros y marineros que llegaban al puerto de Talcahuano de forma esporádica.  En 1900, el pastor alemán Rudolf Schulz, originario de Brandeburgo y quien ejercía funciones en la comunidad luterana de Santiago — la actual Iglesia El Redentor — aceptó la solicitud de la comunidad luterana penquista y se trasladó desde la capital nacional para asumir como director de la escuela alemana. Además de sus funciones educativas y de dirección, comenzó a realizar los primeros servicios religiosos en alemán para adultos y niños. Posteriormente y dado al gran interés de un grupo reducido de fieles de habla alemana residentes en la ciudad, en su mayoría inmigrantes alemanes y algunos suizos, comenzaron a reunirse en la capilla de la comunidad evangélica chilena, ubicada en calle Orompello. El 18 de enero de 1904 fue fundada por ellos la Comunidad Evangélico-Alemana de Concepción con 57 miembros inscritos, tomando como sus fundamentos los de la Unión de Iglesias Evangélicas de Prusia.
Durante comienzos del siglo XX la iglesia realizó un servicio religioso mensual en la isla Quiriquina en alemán, especialmente para los marinos del SMS Dresden durante su estancia en la isla, al cual asistían más de 250 marineros junto a luteranos de localidades del actual Gran Concepción. Asimismo, en 1916 se trasladó desde Contulmo a Concepción el Rev. Hugo Schneider para asumir la pastoría de la iglesia en Concepción, siendo sucedido en su cargo anterior por el Rev. Bruno Müntz hasta 1920, cuando el cargo de pastor de Contulmo quedó vacante, siendo dicha congregación atendida una vez al mes por los pastores de las congregaciones vecinas de Concepción y la Iglesia luterana de Temuco.
Durante la disgregación del luteranismo chileno en 1975, la congregación de Concepción decidió permanecer en la histórica IELCH a la cual formó parte desde su fundación, separándose de la iglesia de Los Ángeles que se unió a la Iglesia Luterana en Chile (ILCH). Esta situación se mantuvo hasta 2023, cuando luego del Sínodo de la ILCH, la congregación penquista decidió formar parte de dicha iglesia, separándose de la IELCH.
El Coro Martin Luther es el grupo coral de la iglesia y forma parte de la Agrupación de Coros Chileno-Alemanes (ACCHAL).